# Герман (Гозис)
Митрополи́т Ге́рман (греч. Μητροπολίτης Γερμανός, в миру Георгиос Кодза́с, греч. Γεώργιος Κοτζάς или Кондзиас (Κοντζιάς) или Козиас (Κόζιας) или Гозиас (Γκόζιας); 25 марта 1771, Димицана — 30 мая 1826 Нафплион, Пелопоннес) — епископ Константинопольской православной церкви, митрополит Старых Патр.
Согласно официальной историографии Греции, в день праздника Благовещения, 25 марта 1821 года (по юлианскому календарю), благословил лаварон (знамя) греческого национального восстания против Оттоманского ига в Святой Лавре на Пелопоннесе, неподалёку от Калавриты.
В современной Греции почитается как национальный герой; а Благовещение, 25 марта, отмечается как День независимости.

## Биография

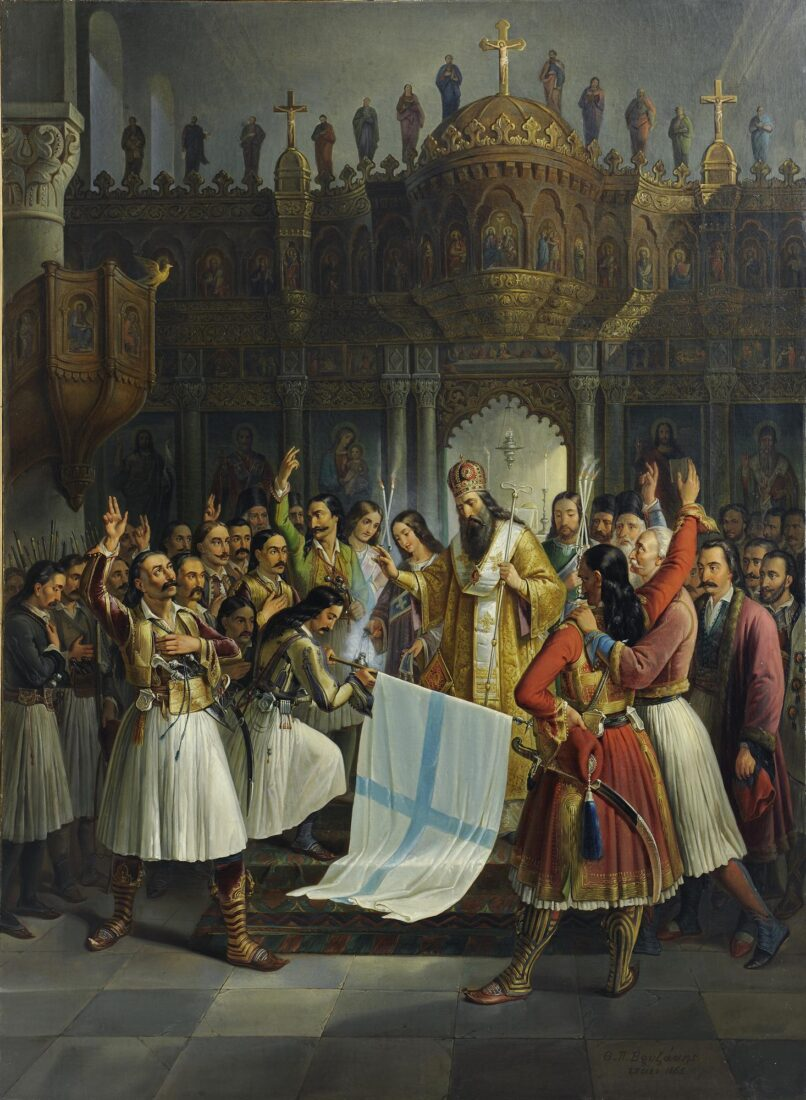
Великая Лавра, Герман благословляет лаварон. Теодор Вризакис. 1865

Родился в Димицане, на северо-западе Аркадии в семье ювелира Иоанна Гозиса, считавшего себя потомком древних лаконцев. Образование начал в училище в Димицане, потом переехал в Аргос.
Митрополит Нафплийский и Аргосский Иаков, заметив незаурядные способности юноши, принял его на должность секретаря митрополии и всячески ему покровительствовал.
Вскоре Георгий был пострижен в монашество с именем Герман и рукоположён во диакона. Был священником в Смирне.
В 1815 году был вызван на три года в Константинополь для присутствия в Синоде.
В 1819 году стал активным членом тайного общества повстанцев Филики Этерия (Φιλική Εταιρεία), имевшего целью подготовку антитурецкого восстания. Вовлёк в деятельность гетерии епископов Хариупольского (современный Хайраболу во Фракии) Виссариона и Керникийского (в Морее) Прокопия.
Был рукоположён в епископа Константинопольским патриархом Григорием V, который вскоре после начала восстания вместе со всем Синодом Константинопольской церкви был казнён по приказу султана.